# Govern de les Illes Balears 2007-2011
El Govern de les Illes Balears de la setena legislatura (2007-2011) és fruit d'un pacte entre PSIB-PSOE, Bloc per Mallorca, UM, Eivissa pel Canvi i PSM-VERDS (l'anomenat oficialment Acord per l'estabilitat política i el futur sostenible de les Illes Balears i popularment Pacte de Progrés o Pacte de Centreesquerra).
President: Francesc Antich Oliver.

## Composicions
| President: Francesc Antich Oliver (PSIB-PSOE) |

| 9 de juliol de 2007                               | 17 de setembre de 2008                     | 1 d'octubre de 2008                        | 16 de setembre de 2009                     | 10 de desembre de 2009               | 8 de febrer de 2010                  | 1 de juny de 2010                    |                                      |  |  |  |
| Presidència, Esports i Agricultura i Pesca        | Albert Moragues Gomila (PSIB-PSOE)         | Albert Moragues Gomila (PSIB-PSOE)         | Albert Moragues Gomila (PSIB-PSOE)         | Albert Moragues Gomila (PSIB-PSOE)   | Albert Moragues Gomila (PSIB-PSOE)   | Albert Moragues Gomila (PSIB-PSOE)   | Albert Moragues Gomila (PSIB-PSOE)   |  |  |  |
| Economia i Hisenda                                | Carles Manera Erbina (PSIB-PSOE)           | Carles Manera Erbina (PSIB-PSOE)           | Carles Manera Erbina (PSIB-PSOE)           | Carles Manera Erbina (PSIB-PSOE)     | Carles Manera Erbina (PSIB-PSOE)     | Carles Manera Erbina (PSIB-PSOE)     | Carles Manera Erbina (PSIB-PSOE)     |  |  |  |
| Turisme, Treball i Formació                       | Francesc Buils Huguet (UM)                 | Francesc Buils Huguet (UM)                 | Miquel Nadal i Buades (UM)                 | Miquel Nadal i Buades (UM)           | Miquel Ferrer Viver (UM)             | Joana Barceló Martí (PSIB-PSOE)      | Joana Barceló Martí (PSIB-PSOE)      |  |  |  |
| Mobilitat, Ordenació del Territori i Medi Ambient | Gabriel Vicens Mir (BLOC)                  | Gabriel Vicens Mir (BLOC)                  | Gabriel Vicens Mir (BLOC)                  | Gabriel Vicens Mir (BLOC)            | Gabriel Vicens Mir (BLOC)            | Gabriel Vicens Mir (BLOC)            | Gabriel Vicens Mir (BLOC)            |  |  |  |
| Educació i Cultura                                | Bàrbara Galmés Chicón (PSIB-PSOE)          | Bàrbara Galmés Chicón (PSIB-PSOE)          | Bàrbara Galmés Chicón (PSIB-PSOE)          | Bartomeu Llinàs Ferrà (PSIB-PSOE)    | Bartomeu Llinàs Ferrà (PSIB-PSOE)    | Bartomeu Llinàs Ferrà (PSIB-PSOE)    | Bartomeu Llinàs Ferrà (PSIB-PSOE)    |  |  |  |
| Salut i Consum                                    | Vicenç Thomàs Mulet (PSIB-PSOE)            | Vicenç Thomàs Mulet (PSIB-PSOE)            | Vicenç Thomàs Mulet (PSIB-PSOE)            | Vicenç Thomàs Mulet (PSIB-PSOE)      | Vicenç Thomàs Mulet (PSIB-PSOE)      | Vicenç Thomàs Mulet (PSIB-PSOE)      | Vicenç Thomàs Mulet (PSIB-PSOE)      |  |  |  |
| Medi Ambient                                      | Miquel Àngel Grimalt Vert (UM)             | Miquel Àngel Grimalt Vert (UM)             | Miquel Àngel Grimalt Vert (UM)             | Miquel Àngel Grimalt Vert (UM)       | Miquel Àngel Grimalt Vert (UM)       |                                      |                                      |  |  |  |
| Afers Socials, Joventut, Promoció i Immigració    | Josefina Santiago Rodríguez (BLOC)         | Josefina Santiago Rodríguez (BLOC)         | Josefina Santiago Rodríguez (BLOC)         | Josefina Santiago Rodríguez (BLOC)   | Josefina Santiago Rodríguez (BLOC)   | Josefina Santiago Rodríguez (BLOC)   | Josefina Santiago Rodríguez (BLOC)   |  |  |  |
| Habitatge i Obres Públiques                       | Jaume Carbonero Malbertí (PSIB-PSOE)       | Jaume Carbonero Malbertí (PSIB-PSOE)       | Jaume Carbonero Malbertí (PSIB-PSOE)       | Jaume Carbonero Malbertí (PSIB-PSOE) | Jaume Carbonero Malbertí (PSIB-PSOE) | Jaume Carbonero Malbertí (PSIB-PSOE) | Jaume Carbonero Malbertí (PSIB-PSOE) |  |  |  |
| Treball i Formació                                | Margarita Nájera Aranzábal (PSIB-PSOE)     | Joana Barceló Martí (PSIB-PSOE)            | Joana Barceló Martí (PSIB-PSOE)            | Joana Barceló Martí (PSIB-PSOE)      | Joana Barceló Martí (PSIB-PSOE)      | Pere Aguiló Crespí (PSIB-PSOE)       |                                      |  |  |  |
| Comerç, Indústria i Energia                       | Francesca Vives Amer (BLOC)                | Francesca Vives Amer (BLOC)                | Francesca Vives Amer (BLOC)                | Francesca Vives Amer (BLOC)          | Francesca Vives Amer (BLOC)          | Francesca Vives Amer (BLOC)          | Francesca Vives Amer (BLOC)          |  |  |  |
| Agricultura i Pesca                               | Mercè Amer Riera (PSIB-PSOE)               | Mercè Amer Riera (PSIB-PSOE)               | Mercè Amer Riera (PSIB-PSOE)               | Mercè Amer Riera (PSIB-PSOE)         | Mercè Amer Riera (PSIB-PSOE)         | Mercè Amer Riera (PSIB-PSOE)         |                                      |  |  |  |
| Esports i Joventut                                | Mateu Cañellas Martorell (UM)              | Mateu Cañellas Martorell (UM)              | Mateu Cañellas Martorell (UM)              | Mateu Cañellas Martorell (UM)        | Mateu Cañellas Martorell (UM)        |                                      |                                      |  |  |  |
| Interior                                          | María Ángeles Leciñena Esteban (PSIB-PSOE) | María Ángeles Leciñena Esteban (PSIB-PSOE) | María Ángeles Leciñena Esteban (PSIB-PSOE) |                                      |                                      |                                      |                                      |  |  |  |
| Innovació, Interior i Justícia                    |                                            |                                            |                                            | Pilar Costa i Serra (PSIB-PSOE)      | Pilar Costa i Serra (PSIB-PSOE)      | Pilar Costa i Serra (PSIB-PSOE)      | Pilar Costa i Serra (PSIB-PSOE)      |  |  |  |